# Подляский, Юрий Станиславович
Юрий Станиславович Подляский (5 июня 1923, Хабаровск — 7 июля 1987, Ленинград) — российский советский живописец и график. Народный художник РСФСР (1983), член Ленинградского Союза художников.

## Биография
Родился 5 июня 1923 года в Хабаровске. После переезда семьи в город Вышний Волочёк Калининской области Юра Подляский посещал кружок рисования при местном Доме пионеров. В 1938 году приехал в Ленинград и поступил в Среднюю художественную школу при Всероссийской Академии художеств. В 1942 году стал студентом Ленинградского института живописи, скульптуры и архитектуры имени И. Е. Репина, который окончил в 1949 году по мастерской Б. Иогансона с присвоением квалификации художника живописи. Дипломная работа — жанровое полотно «Молотьба».
Юрий Подляский участвовал в выставках с 1949 года, экспонируя свои работы вместе с произведениями ведущих мастеров изобразительного искусства Ленинграда. Член Ленинградского Союза художников с 1949 года. Совершил творческие поездки по Сибири, Карелии, Прибалтике, по Волге, работал в Гурзуфе, Новгороде, Архангельске. Посетил Албанию, Францию, Италию, Англию, Австралию, Новую Зеландию, Голландию, Германию, Швецию, Норвегию. Среди созданных Юрием Подляским произведений картины «Огни колхозной ГЭС» (1950), «Ленинград», «Они начинали Братскую ГЭС» (обе 1959), «Снова весна», «Мост через Сену», «Колокольня Скандербега в Круе» (все 1960), «Город Касимов. Базарная площадь», «Волга. Плёс» (обе 1962), «Мои сверстницы. Почтари Севера», «Целина живёт», «Барабинская осень», «Морозное утро» (все 1964), «Освобождение» (1975), «На краю села», «Сады распускаются» (обе 1976), «Магистральный» (1977), «Разбуженный край», «Трудные километры» (обе 1980) и другие.
В 1989—1992 годах уже после смерти художника его работы с успехом были представлены на выставках и аукционах русской живописи L' Ecole de Leningrad во Франции.
Скончался 7 июля 1987 года в Ленинграде на 65-м году жизни. 
Произведения Ю. С. Подляского находятся в Государственном Русском музее, Третьяковской галерее, в музеях и частных собраниях в России, Италии, Великобритании, Японии, Норвегии, Франции и других странах.

## Звания
- Заслуженный деятель искусств РСФСР
- Народный художник РСФСР (1983)

## Выставки
- 1964 год (Ленинград): Ленинград. Зональная выставка.
- 1975 год (Ленинград): Наш современник. Зональная выставка произведений ленинградских художников.
- 1976 год (Москва): Изобразительное искусство Ленинграда.
- 1978 год (Ленинград): Осенняя выставка произведений ленинградских художников.
- 1980 год (Ленинград): Зональная выставка произведений ленинградских художников.
- Февраль 1991 года (Париж): Выставка «Русские художники».